# Aston, Wellington
Aston är ett område i Tararua-bergen uppkallat efter kemisten och botanisten Bernard Cracroft Aston (1871–1951). Området ligger cirka 2 kilometer norr om bergstoppen Alpha.